# Жиго, Самюэль
Самюэ́ль Флора́н Тома́ Жиго́ (фр. Samuel Florent Thomas Gigot; род. 12 октября 1993, Авиньон) — французский футболист, защитник клуба «Лацио».

## Клубная карьера

### Ранние годы
С раннего детства Жиго занимался футболом и регби, которое по его собственным словам наиболее популярный вид спорта в Авиньоне. В конце концов Самюэль выбрал футбол, а вот его старший брат Тони, который тоже занимался обоими видами спорта, предпочёл регби, где стал профессиональным игроком в регби-13 и даже выступал за сборную страны. Жиго — воспитанник академии MJC. Оттуда он перешёл в местный клуб «Авиньон Фут 84». В тот период, в возрасте 12—14 лет, Самюэль также занимался боксом — из-за своего папы, который думал, что сын слишком зациклен на футболе.
Затем защитник играл за молодёжную команду клуба «Ле-Понте», а в 2011 году подписал трёхлетний контракт с клубом «Арль-Авиньон» из своего родного города. 30 августа 2013 года в матче против «Ньора» он дебютировал в Лиге 2. В своём дебютном сезоне сыграл 10 матчей в чемпионате и дважды в Кубке Франции. 15 августа 2014 года в поединке против «Нанси» Самюэль забил свой первый мяч за «Арль-Авиньон».

### «Кортрейк» и «Гент»
Летом 2015 года Жиго перешёл в бельгийский «Кортрейк». 25 июля 2015 года в матче 1-го тура чемпионата Бельгии против льежского «Стандарда» (2:1) он дебютировал за клуб, выйдя на 34-й минуте вместо Энтони Ван Лоо. 1 октября 2016 года в поединке 9-го тура чемпионата Бельгии против «Локерена» (1:2) Самюэль забил свой первый мяч за «Кортрейк». Всего за «Кортрейк» провёл 53 матча во всех турнирах и забил два мяча.
В январе 2017 года Жиго перешёл в «Гент», подписав контракт на 4,5 года. По данным Transfermarkt, сумма трансфера составила 1,3 млн евро. 29 января 2017 года в матче 24-го тура чемпионат Бельгии против «Брюгге» (2:0) он дебютировал за новую команду, выйдя в стартовом составе. 30 июля 2017 года в матче 1-го тура чемпионата Бельгии 2017/18 против «Сент-Трюйдена» (2:3) Самюэль забил свой первый мяч за «Гент». Всего за клуб провёл 64 матча во всех турнирах и забил два мяча.

### «Спартак» (Москва)

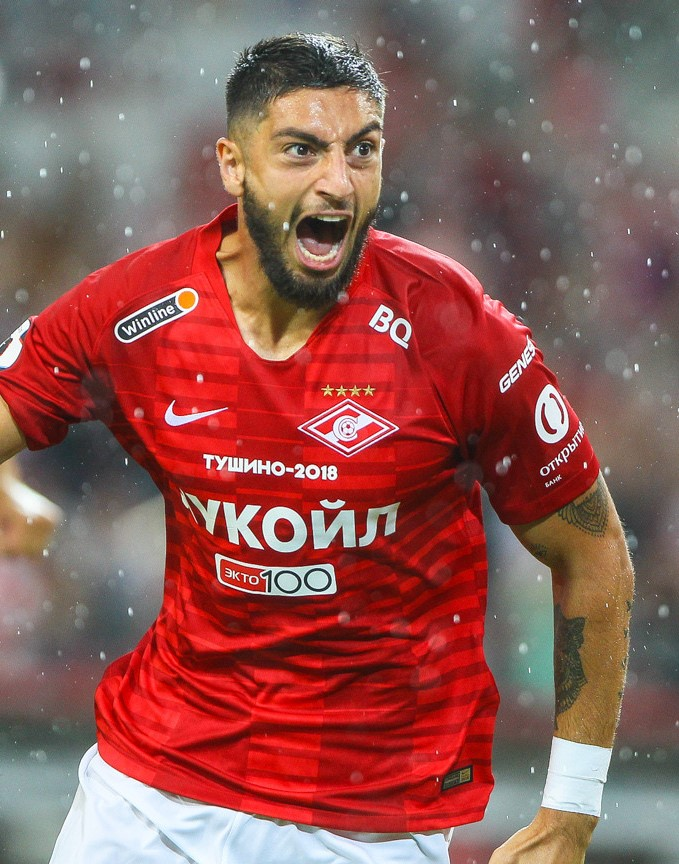
Жиго в составе «Спартака»

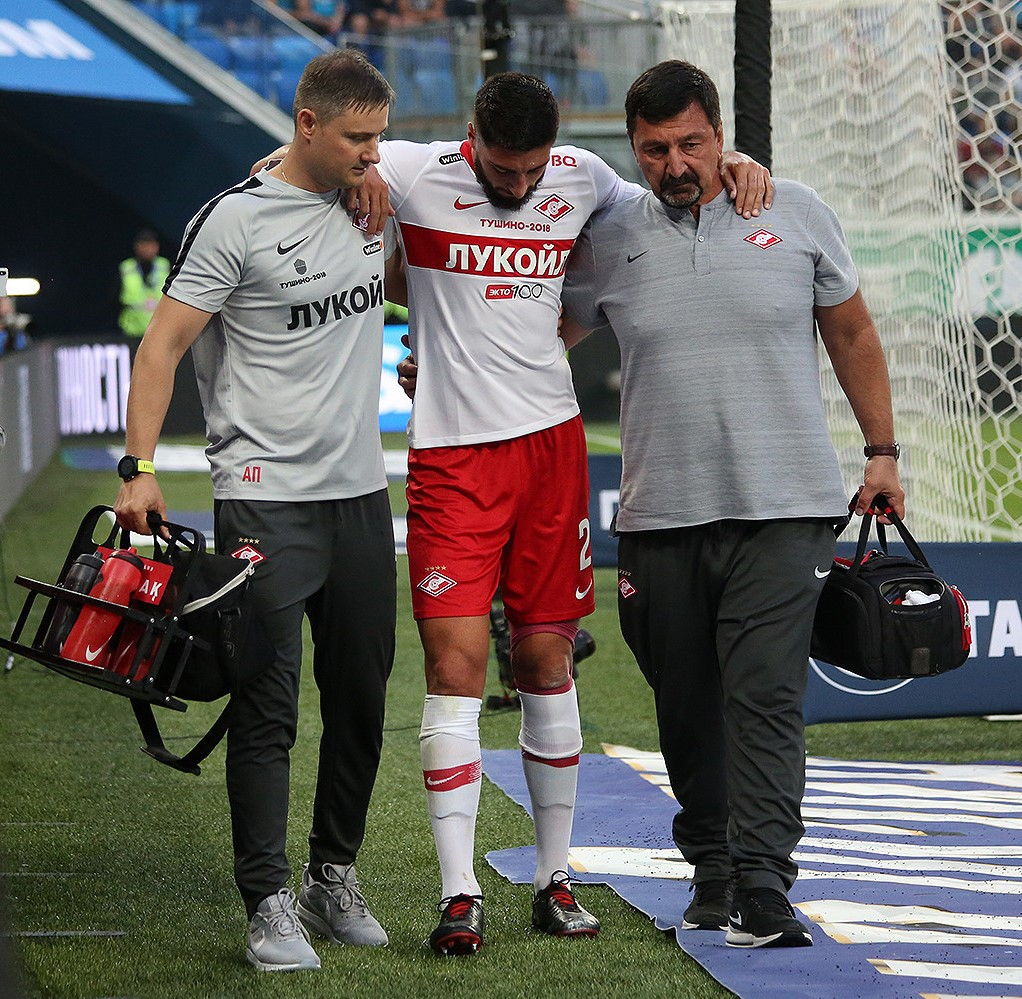
Во время матча с «Зенитом» 2 сентября 2018 года

4 июня 2018 года Жиго перешёл в московский «Спартак», подписав контракт на четыре года. Сумма трансфера составила 8 млн евро. 28 июля 2018 года в матче 1-го тура против «Оренбурга» он дебютировал в Российской Премьер-лиге и на 4-й минуте матча забил мяч, который оказался победным.
2 сентября 2018 года Самюэль получил травму в матче 6-го тура против «Зенита» (0:0), француз столкнулся с нападающим «сине-бело-голубых» Артёмом Дзюбой и был заменён на 27-й минуте матча. У игрока был выявлен полный разрыв передней крестообразной связки левого коленного сустава. 5 сентября 2018 года Жиго был прооперирован в римской клинике «Вилла Стюарт». 13 марта 2019 года восстановился от травмы и стал работать в общей группе. 17 марта 2019 года впервые после травмы попал в заявку на матч против петербургского «Зенита» (1:1). Впервые после травмы сыграл 6 апреля 2019 года в матче против ЦСКА (0:2), в этом матче вышел в стартовом составе и провёл весь матч. Всего в сезоне 2018/19 провёл за «Спартак» 11 матчей во всех турнирах и забил один мяч.
13 июля 2019 года в первом туре чемпионата 2019/20, как и год назад, забил единственный победный мяч «Спартака» в ворота новичка Премьер-лиги, на этот раз «Сочи». 19 августа 2019 года сделал дубль в ворота московского ЦСКА (2:1) и тем самым помог своей команде одержать победу в дерби. 14 сентября 2019 года открыл счёт в домашнем матче чемпионата России с «Уралом», но «Спартак» в итоге уступил 1:2. 19 октября 2019 года в матче против казанского «Рубина» (0:0) вышел в стартовом составе и впервые вывел команду с капитанской повязкой. Всего в сезоне 2019/20 провёл за «Спартак» 34 матча во всех турнирах и забил четыре мяча.
29 августа 2020 года в домашнем матче 6-го тура чемпионата России 2020/21 против тульского «Арсенала» (2:1) на 45-й минуте матча с передачи Джордана Ларссона забил победный мяч. 29 ноября 2020 года в домашнем матче 16-го тура чемпионата России против «Ротора» (2:0) на 92-й минуте забил мяч после подачи углового, а также уверенно сыграл в защите и был признан лучшим игроком матча. 5 декабря 2020 года в домашнем матче 17-го тура против «Тамбова» (5:1) на 87-й минуте забил мяч. Всего в сезоне 2020/21 провёл за «Спартак» 27 матчей во всех турнирах, забил три мяча и помог своей команде завоевать серебряные медали чемпионата.
19 марта 2022 года в матче 22-го тура чемпионата России 2021/22 против «Нижнего Новгорода» (1:1) Жиго провёл свой 100-й матч за «Спартак». 21 мая 2022 года в своём последнем матче в чемпионате России за клуб забил мяч в ворота «Химок» (1:2). 29 мая 2022 года вместе с клубом стал победителем Кубка России, в финале было обыграно московское «Динамо» (2:1). В сезоне 2021/22 провёл во всех турнирах 38 матчей и забил два мяча. Всего за «Спартак» с 2018 по 2022 год провёл 110 матчей и забил 10 мячей.

### «Олимпик Марсель» и «Лацио»
30 января 2022 года «Спартак» объявил о переходе Жиго в «Олимпик Марсель», но конец сезона 2021/22 он провёл в московском клубе на правах аренды. 29 июня 2022 года присоединился к «Марселю» и был представлен в образе супергероя из комиксов. Дебютировал за клуб 7 августа 2022 года в матче 1-го тура чемпионата Франции против «Реймса» (4:1), проведя на поле весь матч. Первый мяч за «Марсель» забил 10 сентября 2022 года в матче 7-го тура чемпионата Франции против «Лилля» (2:1). 6 ноября 2022 года в матче 14-го тура чемпионата Франции против «Лиона» (1:0) забил единственный мяч в матче и тем самым принёс своему клубу победу.
30 августа 2024 года был арендован клубом «Лацио» до конца сезона 2024/25 с обязательством выкупа при определённых условиях. Дебютировал за клуб 24 октября 2024 года в матче Лиги Европы УЕФА против «Твенте» (2:0). 27 октября 2024 года провёл свой первый матч за «Лацио» в чемпионате Италии, выйдя на 85-й минуте матча 9-го тура против «Дженоа» (3:0). Первый мяч за клуб забил 24 ноября 2024 года в матче 13-го тура чемпионата Италии против «Болоньи» (3:0), отличившись на 68-й минуте встречи. В июне 2025 года стал игроком «Лацио» на постоянной основе.

## Достижения

### Командные
«Спартак»
- Серебряный призёр чемпионата России: 2020/21[34]
- Обладатель Кубка России: 2021/22

### Личные
- Лауреат национальной премии РФС «33 лучших игрока сезона» — (2): 2019/20 (№ 3)[49], 2020/21 (№ 3)[50].

## Статистика

### Клубная
| Выступление       | Выступление      | Выступление      | Лига | Лига | Кубки | Кубки | Еврокубки | Еврокубки | Прочие | Прочие | Итого | Итого |
| Клуб              | Лига             | Сезон            | Игры | Голы | Игры  | Голы  | Игры      | Голы      | Игры   | Голы   | Игры  | Голы  |
| ----------------- | ---------------- | ---------------- | ---- | ---- | ----- | ----- | --------- | --------- | ------ | ------ | ----- | ----- |
| Арль-Авиньон      | Лига 2           | 2013/14          | 9    | 0    | 2     | 0     | —         | —         | —      | —      | 11    | 0     |
| Арль-Авиньон      | Лига 2           | 2014/15          | 23   | 4    | 5     | 0     | —         | —         | —      | —      | 28    | 4     |
| Арль-Авиньон      | Итого            | Итого            | 32   | 4    | 7     | 0     | —         | —         | —      | —      | 39    | 4     |
| → Арль-Авиньон II | Насьональ 3      | 2013/14          | 14   | 3    | —     | —     | —         | —         | —      | —      | 14    | 3     |
| → Арль-Авиньон II | Насьональ 3      | 2014/15          | 3    | 2    | —     | —     | —         | —         | —      | —      | 3     | 2     |
| → Арль-Авиньон II | Итого            | Итого            | 17   | 5    | —     | —     | —         | —         | —      | —      | 17    | 5     |
| Кортрейк          | Лига Жюпиле      | 2015/16          | 21   | 0    | 3     | 0     | —         | —         | 2      | 0      | 26    | 0     |
| Кортрейк          | Лига Жюпиле      | 2016/17          | 20   | 2    | 2     | 0     | —         | —         | 5      | 0      | 27    | 2     |
| Кортрейк          | Итого            | Итого            | 41   | 2    | 5     | 0     | —         | —         | 7      | 0      | 53    | 2     |
| Гент              | Лига Жюпиле      | 2016/17          | 7    | 0    | 0     | 0     | 4         | 0         | 9      | 0      | 20    | 0     |
| Гент              | Лига Жюпиле      | 2017/18          | 30   | 2    | 2     | 0     | 2         | 0         | 10     | 0      | 44    | 2     |
| Гент              | Итого            | Итого            | 37   | 2    | 2     | 0     | 6         | 0         | 19     | 0      | 64    | 2     |
| Спартак (Москва)  | Премьер-лига     | 2018/19          | 9    | 1    | 0     | 0     | 2         | 0         | —      | —      | 11    | 1     |
| Спартак (Москва)  | Премьер-лига     | 2019/20          | 26   | 4    | 4     | 0     | 4         | 0         | —      | —      | 34    | 4     |
| Спартак (Москва)  | Премьер-лига     | 2020/21          | 26   | 3    | 1     | 0     | —         | —         | —      | —      | 27    | 3     |
| Спартак (Москва)  | Премьер-лига     | 2021/22          | 27   | 2    | 3     | 0     | 8         | 0         | —      | —      | 38    | 2     |
| Спартак (Москва)  | Итого            | Итого            | 88   | 10   | 8     | 0     | 14        | 0         | —      | —      | 110   | 10    |
| Олимпик Марсель   | Лига 1           | 2022/23          | 26   | 2    | 2     | 0     | 5         | 0         | —      | —      | 33    | 2     |
| Олимпик Марсель   | Лига 1           | 2023/24          | 21   | 3    | 2     | 0     | 10        | 0         | —      | —      | 33    | 3     |
| Олимпик Марсель   | Итого            | Итого            | 47   | 5    | 4     | 0     | 15        | 0         | —      | —      | 66    | 5     |
| Лацио             | Серия A          | → 2024/25        | 15   | 2    | 2     | 0     | 6         | 0         | —      | —      | 23    | 2     |
| Лацио             | Серия A          | 2025/26          | 0    | 0    | 0     | 0     | 0         | 0         | —      | —      | 0     | 0     |
| Лацио             | Итого            | Итого            | 15   | 2    | 2     | 0     | 6         | 0         | —      | —      | 23    | 2     |
| Всего за карьеру  | Всего за карьеру | Всего за карьеру | 277  | 30   | 28    | 0     | 41        | 0         | 26     | 0      | 372   | 30    |

1. ↑  Матчи плей-офф чемпионата Бельгии.

## Личная жизнь
Жиго родился во французской семье, однако имеет алжирские корни: его прапрабабушка была родом из этой страны. Однако когда появились слухи о его возможных выступлениях за сборную Алжира, Самюэль заявил: «Если бы это было возможно, то я с удовольствием играл бы за них. Я всегда любил эту страну и до сих пор люблю её. У меня много алжирских друзей. Но я никогда не связывался с руководством этой сборной, мои выступления за них невозможны». Семья была небогатой: отец работал каменщиком, а мать трудилась медсестрой.
В январе 2019 года у Самюэля и его девушки Лолы родился сын, которого назвали Ноэль. При этом девушка отказалась ехать с ребёнком в Россию, оставшись жить во Франции. По словам журналиста Нобеля Арустамяна, из-за этой ситуации Лола рассталась с Самюэлем. Это подтвердил агент футболиста, Мохаммед Беншенафи.